# Lista de planetas de período ultracorto
Un planeta de período ultracorto —en inglés: Ultra-short period planet o USP planet— es un tipo de exoplaneta, ya sea gaseoso o rocoso,  que orbita su estrella anfitriona (o su remanente) en menos de un día terrestre.
El primer objeto de masa planetaria de período ultracorto descubierto se descubrió en el año 2000 en el cúmulo globular NGC 6544, orbitando el púlsar de milisegundos PSR J1807−2459. Aunque se trata de un planeta degenerado, su masa mínima es de ~0,009 M☉, o del orden de 9,4 masas de Júpiter. 55 Cancri e (también conocido como HD 75732 e) se considera el primer planeta de período ultracorto real detectado alrededor de una estrella similar al Sol, y el primero con confirmación detallada y mediciones precisas de masa, radio y período. Inicialmente se pensó que su período era de 2,8 días, pero análisis posteriores lo corrigieron a 0,7365 días (≈17,7 horas).

## Listas

### Orbitando una estrella de secuencia principal
| Nombre (o designación alternativa) | Masa (M⊕) | Radio (R⊕) | Temperatura (K) | Periodo orbital (días) | Semieje mayor (UA) | Excentricidad | Tipo espectral | Masa estelar (M☉) | Radio estelar (R☉) | Temperatura estelar (K) | Metalicidad [Fe/H] | Edad (Myrs) | Notas                                                                       |
| ---------------------------------- | --------- | ---------- | --------------- | ---------------------- | ------------------ | ------------- | -------------- | ----------------- | ------------------ | ----------------------- | ------------------ | ----------- | --------------------------------------------------------------------------- |
| LTT 9779 b                         | 29.3      | 4.73       | 2000            | 0.7920641              | 0.01679            | 0.0           | G8V            | 1.0               | 0.92               | 5445                    | 0.25               |             | Neptuno ultracaliente.                                                      |
| K2-266 Ab                          | 11.3      | 3.3        | 1515            | 0.658524               | 0.01306            | —             | K7V            | 0.68              | 0.7337             | 4362                    | −0.12              | 8400        |                                                                             |
| Kepler-42 c                        | 1.91      | 0.73       | 720             | 0.45328731             | 0.006              | 0             | M5V            | 0.144             | 0.175              | 3269                    | −0.48              | 5000        | KOI-961.02, el valor de la masa es máximo pero no realista.                 |
| KOI-1843.03                        | 0.69      | 0.61       | 1654            | 0.1768913              | 0.005              | —             | M1V            | 0.534             | 0.538              | 3609                    | 0.07               | 4790        | Kepler-974 c, el USP de menor periodo orbital confirmado.                   |
| K2-141 b                           | 5.07      | 1.51       | 2039            | 0.2803244              | 0.00716            | 0.000         | K7V            | 0.708             | 0.681              | 4599                    | −0.06              | 6300        | EPIC 246393474.01                                                           |
| 55 Cancri e                        | 8.59      | 1.88       | 2697            | 0.7365478              | 0.015439           | 0.028         | G8V            | 0.9               | 0.963              | 5250                    | 0.35               | 8400        |                                                                             |
| TOI-6255 b                         | 1.43      | 1.08       | 1300            | 0.23818244             | 0.0054             | 0.0           | M3V            | 0.353             | 0.37               | 3421                    | −0.14              |             |                                                                             |
| TOI-2431 b                         | 6.2       | 1.54       | 2063            | 0.22419577             | 0.0063             | 0.0           | K8V            | 0.661             | 0.651              | 4109                    | −0.02              | 2000        |                                                                             |
| GJ 367 b                           | 0.545     | 0.59       | 1416            | 0.3219225              | 0.0069             | 0.1           | M1V            | 0.454             | 0.457              | 3522                    | −0.01              |             |                                                                             |
| Kepler-1971 b                      | 0.34      | 0.51       | 1180            | 0.412                  | 0.008              | 0.0           | M1V            | 0.41              | 0.4                | 3515                    | 0.1                | 3500        |                                                                             |
| Kepler-78 A b                      | 1.97      | 1.12       | 2330            | 0.35500744             | 0.01               | —             | K0V            | 0.779             | 0.7475             | 5058                    | −0.18              | 625         |                                                                             |
| TOI-2260 b                         | 3.5       | 1.62       | 2609            | 0.3524728              | 0.0097             | —             | G5V            | 0.99              | 0.94               | 5534                    | —                  |             |                                                                             |
| KIC 8844761 b                      | 3.18      | 1.28       | 1240            | 0.79164                | 0.01379            | —             | K8V            | 0.56              | 0.564              | 4018                    | 0.23               |             | Radio más probable dado modelos evolutivos.                                 |
| WASP-47 e                          | 6.83      | 1.81       | 2608            | 0.789592               | 0.0173             | 0.03          | G9V-IV         | 1.11              | 1.16               | 5576                    | 0.36               | 6300        | [ 3 ]                                                                       |
| HD 3167 b                          | 5.02      | 1.7        | 1669            | 0.959624               | 0.0186             | —             | K0V            | 0.94              | 0.87               | 5528                    | −0.02              | 5000        |                                                                             |
| KOI-2700 b                         | 0.86      | 1.06       | 1850            | 0.910022               | 0.0150             | —             | K5V            | 0.632             | 0.574              | 4433                    | −0.2               |             | La estimación es incierta debido a la curva de tránsito asimétrica.         |
| TOI-1807 b                         | 2.27      | 1.37       | 1499            | 0.54929                | 0.0135             | 0             | K3V            | 0.76              | 0.690              | 4730                    | −0.04              | 300         | El USP más joven.                                                           |
| SWEEPS-10                          | 508.3     | 13.91      | 1923            | 0.424                  | 0.008              | —             | M0V            | 0.44              | 0.41               | 3650                    | —                  | —           | Masa mínima para evitar disrupción de marea.                                |
| SWEEPS-02                          | —         | 15.37      | —               | 0.912                  | —                  | —             | K              | 0.55              | 0.50               | —                       | —                  | —           | Candidato. No tiene respaldo espectroscópico.                               |
| SWEEPS-08                          | —         | 10.98      | —               | 0.868                  | —                  | —             | K              | 0.87              | 0.81               | —                       | —                  | —           | Candidato. No tiene respaldo espectroscópico.                               |
| SWEEPS-15                          | —         | 15.37      | —               | 0.541                  | —                  | —             | M              | 0.49              | 0.45               | —                       | —                  | —           | Candidato. No tiene respaldo espectroscópico.                               |
| SWEEPS-16                          | —         | 15.69      | —               | 0.969                  | —                  | —             | K              | 0.68              | 0.62               | —                       | —                  | —           | Candidato. No tiene respaldo espectroscópico.                               |
| KIC 11702835 b                     | 575.3     | —          | —               | 0.52747                | 0.01066            | —             | K3VI           | 0.58              | 0.583              | 4852                    | −0.39              | —           | Estrella ultra pobre en metales                                             |
| Kepler-1520 b                      | 0.020     | 0.3        | 2255            | 0.65355357             | 0.013              | —             | K4V            | 0.76              | 0.71               | 4677                    | 0.04               | 4470        | Radio máximo estimado 1 R⊕. Un valor conservador ronda el radio mercuriano. |
| KIC 4373708 b                      | 143.0     | —          | —               | 0.46245                | 0.01007            | —             | K4VI           | 0.64              | 0.635              | 4802                    | −0.52              | —           | Estrella ultra pobre en metales                                             |